# Trhypochthonius fujinitaensis
Trhypochthonius fujinitaensis är en kvalsterart som beskrevs av K. Fujikawa 2000. Trhypochthonius fujinitaensis ingår i släktet Trhypochthonius och familjen Trhypochthoniidae. Inga underarter finns listade i Catalogue of Life.